# إدوارد غوردون
إدوارد غوردون (بالإنجليزية: Edward Gordon)‏ هو سياسي نيوزلندي، ولد في 4 نوفمبر 1885، وتوفي في 6 سبتمبر 1964. انتخب عضو مجلس النواب النيوزيلندي.